# Всемирный курултай казахов
Всемирный курултай казахов (каз. Қазақтардың Дүниежүзілік құрылтайы) — регулярное мероприятие, проводимое с целью решать задачи объединения, этнокультурного развития и обновления казахов.

## История
Первый Всемирный курултай казахов проходил в городе Алматы с 28 сентября по 4 октября 1992 года с участием представителей казахских диаспор из 30 государств. Во время проведения курултая по его решению была создана Всемирная ассоциация казахов. Участники курултая посетили древние политические, исторические и культурные центры страны — Туркестан, Жезказган, Улытау. Кроме этого они приняли обращение к народу Казахстана, ко всем государствам и народам мира и их правительствам. Прошла научная конференция на тему «Казахи: вчера, сегодня и завтра». С докладом на тему «Наши объятия соотечественникам всегда открыты» выступил президент Казахстана Нурсултан Назарбаев. На курултае было провозглашено образование Всемирного сообщества казахов, председателем которого был избран Нурсултан Назарбаев.
II Всемирный курултай казахов прошёл 24 октября 2002 года в городе Туркестане с участием президента Казахстана Нурсултана Назарбаева. На этом курултае была принята Декларация о национальном возрождении Казахстана. Также на курултае обсуждался проект государственной программы «О поддержке соотечественников за рубежом» на 2003—2007 годы. Участники курултая побывали в ауле оралманов, строительство которого началось рядом с Туркестаном в 2001 году.
III Всемирный курултай казахов прошёл в Астане с 26 по 30 сентября 2005 года. Он собрал более 300 делегатов из 32 стран (Россия — 62 делегатов, Китай — 40, Монголия — 35, Турция — 32, Узбекистан — 37, Каракалпакстан — 10, Германия — 19, Кыргызстан — 12, Иран — 8, Франция — 6, Австрия — 5, Венгрия — 5, Афганистан — 5 и др.), а также более 200 представителей всех регионов Казахстана. В его работе принимал участие президент Нурсултан Назарбаев.
IV Всемирный курултай казахов состоялся в Астане 25-27 мая 2011 года. В отличие от предыдущих трёх курултаев на IV курултай была приглашена молодёжь, лидеры молодежных организаций, студенческих объединений из разных стран и Казахстана.
V Всемирный курултай казахов прошёл в Астане 22-25 июня 2017 года. В нём принял участие президент страны Нурсултан Назарбаев. Глава государства поприветствовал делегатов и пожелал им плодотворной работы.